# Martini (automobilismo)
La Martini è stato un costruttore automobilistico francese, che ha partecipato anche al Campionato mondiale di Formula 1 nella stagione 1978 con il pilota René Arnoux. 

## La storia

### La fondazione
La fondazione avvenne nel 1965 quando il francese Renato "Tico" Martini e l'inglese  Bill Knight crearono una scuola di pilotaggio, la Winfield Racing School, con sede al Circuito di Magny-Cours. Dopo una certa esperienza nell'allestimento di kart, la prima vera vettura, una monoposto per la Winfield Racing School denominata MW1, fu creata nel 1967. Il primo successo importante fu la vittoria di Jacques Laffite nel campionato francese di Formula 3 nel 1973 con una vettura motorizzata Ford del team Oreca. Tra il 1975 e il 1977 il campionato francese di Formula 3 venne sostituito dalla Formula Renault Europe. La Martini partecipò anche a tali campionati.

### I successi in Formula 2

La Martini-Renault di René Arnoux per il campionato europeo di Formula 2 1976

Negli anni settanta la casa s'impegnò anche nella costruzione di vetture di Formula 2.
Nel 1975 Jacques Laffite s'impose nel campionato europeo di Formula 2 al volante di una Martini-BMW della Écurie ELF, vincendo ben 7 gare e ottenendo ben 5 pole. L'anno seguente fu la Écurie Renault a utilizzare dei telai della Martini, ovviamente fornendoli del motore. René Arnoux e Patrick Tambay chiusero secondo e terzo, rispettivamente, nel campionato. Arnoux s'impose in quattro gare mentre Tambay in una. Arnoux s'impose nell'edizione 1977, sempre con la scuderia Renault, ottenendo quattro successi; il suo compagno di scuderia Didier Pironi terminò terzo nella stagione, con un successo.
Nel 1978 Satoru Nakajima utilizzò in alcune gare del campionato nazionale di Formula 2 una Martini-Renault della Heroes Racing Corporation. Nakaijma terminò il campionato al terzo posto e s'impose in una gara al volante della vettura francese. Nakajima s'impose anche nel Suzuka Championship, una classifica riservata alle sole gare disputate sul Circuito di Suzuka. Più sporadicamente anche la Harada Racing Company impiegò delle Martini-BMW con alla guida Noritake Takahara e René Arnoux, ma senza riuscire a imporsi in nessuna gara.
L'anno 1979 l'Harada Racing impiegò in qualche gara nuovamente una Martini-BMW con Tadao Wada alla guida, ottenendo due terzi posti. Wada apparve anche nella prima gara del 1980 ma senza prendere il via.

### Il passaggio in Formula 1
L'anno successivo Martini decise di intraprendere l'avventura nella massima serie motoristica affidandosi ancora ad Arnoux. Il motore col quale equipaggiò la monoposto era un tradizionale Ford Cosworth DFV.  Esordì nel Gran Premio di Kyalami, dove però non ottenne la qualificazione.
La prima corsa fu il Gran Premio del Belgio dove Arnoux conquistò un onorevole nono posto. Dopo altre prestazioni in tono minore abbandonò la Formula 1 dopo il Gran Premio d'Olanda.

### La Formula 3
Negli anni seguenti la casa si concentrò sulla Formula 3 nazionale con ottimi risultati. La casa si aggiudicò otto campionati tra il 1978 e il 1986.
Alain Prost si aggiudicò il campionato francese di F3 nelle stagioni 1978 (a pari merito con Jean-Louis Schlesser) e 1979 con una Martini gestita dal team Oreca. Nel 1979 Prost vinse anche il Campionato Europeo di Formula 3.
Sempre con una vettura Martini-Renault Alain Ferté vinse nel 1980; Philippe Streiff nel 1981, Michel Ferté nel 1983, Olivier Grouillard nel 1984, Pierre-Henri Raphanel nel 1985 (tutti motorizzati Alfa Romeo) e Yannick Dalmas nel 1986 (quest'ultimo con una Martini-Volkswagen). Anche Jean Alesi, che vinse nel 1987, utilizzò per parte della stagione un telaio Martini-Alfa Romeo. Nel 1984 Ivan Capelli si aggiudicò il campionato europeo con una motorizzazione Alfa Romeo.
Nel 1984-85 la Martini si riaffacciò senza particolari fortune in F.2.
Con la nascita di una forte concorrenza internazionale nella categoria Martini ridusse il suo programma ma rimase nel campionato nazionale fino a quando, nel 2004, cedette l'azienda a Guy Ligier.

## Risultati in F1
| Anno | Vettura | Motore            | Gomme | Piloti      |  |  |    |  |     |   |    |  |    |    |     |   |     |  |  |  |  |  |  |  |  |  |  |  | Punti | Pos. |
| ---- | ------- | ----------------- | ----- | ----------- |  |  | -- |  | --- | - | -- |  | -- | -- | --- | - | --- |  |  |  |  |  |  |  |  |  |  |  | ----- | ---- |
| 1978 | MK23    | Ford-Cosworth DFV | G     | René Arnoux |  |  | NQ |  | NPQ | 9 | WD |  | 14 | WD | NPQ | 9 | Rit |  |  |  |  |  |  |  |  |  |  |  | 0     |      |